# リカレント・ブルー
『リカレント・ブルー』は、かわらじまコウによる日本の漫画。bm‐SHIOは原案が務めている。
オールカラーコミックであり、講談社から単行本全2巻が発売されている。電子コミック版ではMiChao!から配信された。

## 既刊一覧
- 『リカレント・ブルー 1』2007年10月23日発売 ISBN 978-4-06-372375-5
- 『リカレント・ブルー 2』2009年11月20日発売 ISBN 978-4-06-375706-4